# Ernie Adams (actor)
Ernie Adams (18 iunie 1885 – 26 noiembrie 1947) a fost un actor american de film. A apărut în peste 400 de filme în peerioada 1919 - 1948. S-a născut în San Francisco, California și a decedat la Hollywood, California.

## Filmografie (selecție)
- Pals in Paradise (1926)
- Jewels of Desire (1927)
- Melting Millions (1927)
- What a Night! (1928)
- The Galloping Ghost (1931)
- Night Beat (1931)
- The Hurricane Express (1932)
- The Shadow of the Eagle (1932)
- The Miracle Rider (1935)
- The Purple Vigilantes (1938)
- The Man with Nine Lives (1940)
- Cactus Makes Perfect (1942)
- The Lone Prairie (1942)
- Phony Express (1943)
- Murder, My Sweet (1944)
- Son of Zorro (1947)

## Legături externe
- Ernie Adams la Find a Grave
- Ernie Adams la Internet Movie Database
- Ernie Adams la Allmovie